# Serrano do Maranhão
Serrano do Maranhão est une municipalité brésilienne située dans l'État du Maranhão.